# Премия Европейской киноакадемии лучшему композитору
Пре́мия Европе́йской киноакаде́мии лу́чшему компози́тору — одна из номинаций Премии Европейской киноакадемии, присуждаемая с 1989 года.
Европейская Кинопремия была учреждена Европейской Киноакадемией в 1988 году. С тех пор призы вручались ежегодно. Однако номинация «Лучший композитор» (Best Composer) имела более сложную историю, чем вся премия в целом.
Во время первой церемонии вручения «Феликсов» или «Европейских Оскаров» (Западный Берлин, ноябрь 1988 года) среди номинаций European Film Awards не значилась ни «лучшая музыка для кинофильма», ни «лучший композитор». Между тем, одним из постоянных членов жюри первые пять лет был известный греческий композитор Микис Теодоракис. Именно он и явился учредителем новой номинации. На церемонии 1988 года он лично настоял на вручении специального приза жюри «за лучшую музыку» (für die Beste Musik) фильму «Дни затмения» (композитор Юрий Ханон), а начиная со следующего (1989) года номинация «Лучший композитор» была введена в число ежегодных. (В 1990 году премия не была вручена по той причине, что жюри не смогло найти достойного кандидата среди представленных кинокартин). Впрочем, так продолжалось только первые пять лет, пока Микис Теодоракис входил в состав жюри European Film Awards. После его ухода премия за лучшую музыку кино была снова упразднена и не вручалась в течение одиннадцати последующих лет (1993—2003).
После проведённой «перезагрузки» и обновления организационного комитета European Film Awards поменялась не только сама статуэтка и эстетика награды «Европейского Оскара», но и его внутренний распорядок. Начиная с 2004 года номинация «Лучший композитор» вошла в число обязательных и с тех пор её вручение проводится ежегодно.

## Победители и номинанты
| Победители выделены отдельным цветом. |

### 1988—1992
| Год                                  | Композитор(ы)                                                                  | Оригинальное название        | Русское название            | Страна               |
| ------------------------------------ | ------------------------------------------------------------------------------ | ---------------------------- | --------------------------- | -------------------- |
| Премия Европейской киноакадемии 1988 | Юрий Ханон : Special Jury Award: Jurij Chanin (Chanon) for Best Music (англ.)  | Дни затмения                 | Дни затмения                | СССР                 |
| Премия Европейской киноакадемии 1988 | Специальная премия за выдающиеся достижения (номинация за музыку к кинофильму) |                              |                             |                      |
| Премия Европейской киноакадемии 1988 | Теренс Дэвис                                                                   | Distant Voices, Still Lives  | Далёкие голоса, тихая жизнь | Англия               |
| Премия Европейской киноакадемии 1989 | Андре Диксон                                                                   | High Hopes                   | Большие надежды             | Англия               |
| Премия Европейской киноакадемии 1989 | Горан Брегович                                                                 | Kuduz                        | Кудуз                       | Югославия            |
| Премия Европейской киноакадемии 1989 | Ференц Дарваш                                                                  | Eldorádó                     | Эльдорадо                   | Венгрия              |
| Премия Европейской киноакадемии 1989 | Михал Лоренц                                                                   | 300 mil do nieba             | 300 миль до неба            | Польша               |
| Премия Европейской киноакадемии 1989 | Маги Парке & Гаст Вальцинг                                                     | A Wopbopaloobop A Lopbamboom | А вопбопалобоп а лопбамбом  | ГДР                  |
| Премия Европейской киноакадемии 1990 | Премия не присуждена                                                           | Премия не присуждена         | Премия не присуждена        | Премия не присуждена |
| Премия Европейской киноакадемии 1990 | Жан-Люк Годар                                                                  | Nouvelle Vague               | Новая волна                 | Франция              |
| Премия Европейской киноакадемии 1990 | Жан-Клод Пети                                                                  | Cyrano de Bergerac           | Сирано де Бержерак          | Франция              |
| Премия Европейской киноакадемии 1990 | Юрген Книпер                                                                   | Dezemberbraut                | Невеста декабря             | ФРГ                  |
| Премия Европейской киноакадемии 1991 | Хилмар Ёрн Хилмарссон                                                          | Börn Natturunnar             | Дети природы                | Исландия             |
| Премия Европейской киноакадемии 1992 | Винсент ван Вармердам                                                          | De Noorderlingen             | Северяне                    | Нидерланды           |

### 2004—2010
| Год                                  | Композитор(ы)                                     | Оригинальное название                     | Русское название                     | Страна           |
| ------------------------------------ | ------------------------------------------------- | ----------------------------------------- | ------------------------------------ | ---------------- |
| Премия Европейской киноакадемии 2004 | Брюно Куле                                        | Les choristes (англ.)                     | Хористы                              | Франция          |
| Премия Европейской киноакадемии 2004 | Александр Деспла                                  | Girl with a Pearl Earring                 | Девушка с жемчужной серёжкой         | Франция          |
| Премия Европейской киноакадемии 2004 | The Free Association                              | Code 46                                   | Код 46                               | Англия           |
| Премия Европейской киноакадемии 2004 | Альберто Иглесиас                                 | La mala educación & Te doy mis ojos       | Дурное воспитание + Возьми мои глаза | Испания          |
| Премия Европейской киноакадемии 2004 | Eleni Karaindrou                                  | Trilogia: To livadi pou dakrizei          | -                                    | Греция           |
| Премия Европейской киноакадемии 2004 | Stephen Warbeck                                   | De Zaak Alzheimer                         | —                                    | Дания            |
| Премия Европейской киноакадемии 2005 | Руперт Грегсон-Уильямс, совместно с Андреа Гуэрра | Hotel Rwanda                              | Отель Руанда                         | Англия Италия    |
| Премия Европейской киноакадемии 2005 | Иоахим Хольбек                                    | Manderlay                                 | Мандерлей                            | Дания Швеция     |
| Премия Европейской киноакадемии 2005 | Сирил Морин                                       | Ha-Kala Ha-Surit                          | Сирийская невеста                    | Израиль          |
| Премия Европейской киноакадемии 2005 | Эннио Морриконе                                   | Sorstanság                                | Без судьбы                           | ФРГ Англия       |
| Премия Европейской киноакадемии 2005 | Стефан Нильссон                                   | Så Som I Himmelen                         | —                                    | Швеция           |
| Премия Европейской киноакадемии 2005 | Юхан Сёдерквист                                   | Brødre                                    | Братья                               | Дания            |
| Премия Европейской киноакадемии 2006 | Альберто Иглесиас                                 | Volver                                    | Возвращение                          | Испания          |
| Премия Европейской киноакадемии 2006 | Туомас Кантелинен                                 | Äideistä parhain                          | —                                    | Швеция Финляндия |
| Премия Европейской киноакадемии 2006 | Дарио Марианелли                                  | Pride & Prejudice                         | Гордость и предубеждение             | Италия           |
| Премия Европейской киноакадемии 2006 | Габриэль Яред & Стефан Муша                       | Das Leben der Anderen                     | Жизнь других                         | ФРГ              |
| Премия Европейской киноакадемии 2007 | Александр Деспла                                  | The Queen                                 | Королева                             | Франция          |
| Премия Европейской киноакадемии 2007 | Алекс Эффес                                       | The Last King of Scotland                 | Последний король Шотландии           | Англия           |
| Премия Европейской киноакадемии 2007 | Деян Пейович                                      | Guca!                                     | Гуча!                                | Сербия           |
| Премия Европейской киноакадемии 2007 | Том Тыквер, Джонни Климек & Рейнгольд Хейль       | Das Parfum — Die Geschichte eines Mörders | Парфюмер: История одного убийцы      | ФРГ              |
| Премия Европейской киноакадемии 2008 | Макс Рихтер                                       | Waltz with Bashir (ואלס עם באשיר)         | Вальс с Баширом                      | Англия Израиль   |
| Премия Европейской киноакадемии 2008 | Тур Флоризон                                      | Aanrijding in Moscou                      | Москва, Бельгия                      | Дания Бельгия    |
| Премия Европейской киноакадемии 2008 | Дарио Марианелли                                  | Atonement                                 | Искупление                           | Италия Франция   |
| Премия Европейской киноакадемии 2008 | Фернандо Веласкес                                 | El orfanato                               | Приют                                | Испания          |
| Премия Европейской киноакадемии 2009 | Альберто Иглесиас                                 | Los abrazos rotos                         | Разомкнутые объятия                  | Испания          |
| Премия Европейской киноакадемии 2009 | Александр Деспла                                  | Coco avant Chanel                         | Коко до Шанель                       | Франция          |
| Премия Европейской киноакадемии 2009 | Якоб Грот                                         | Män som hatar kvinnor                     | Девушка с татуировкой дракона        | Швеция           |
| Премия Европейской киноакадемии 2009 | Йохан Сёдерквист                                  | Låt den rätte komma in                    | Впусти меня                          | Швеция           |
| Премия Европейской киноакадемии 2010 | Александр Деспла                                  | The Ghost Writer                          | Призрак                              | Франция ФРГ      |
| Премия Европейской киноакадемии 2010 | Алес Брежина                                      | Kawasakiho růže                           | Розы Кавасаки                        | Чехия            |
| Премия Европейской киноакадемии 2010 | Паскуале Каталано                                 | Mina vaganti                              | Блуждающие мины                      | Италия           |
| Премия Европейской киноакадемии 2010 | Гарри Ершон                                       | Another Year                              | Ещё один год                         | Англия           |

### 2011—2017
| Год                                  | Композитор(ы)                            | Оригинальное название     | Русское название       | Страна               |
| ------------------------------------ | ---------------------------------------- | ------------------------- | ---------------------- | -------------------- |
| Премия Европейской киноакадемии 2011 | Людовик Бурс                             | The Artist                | Артист                 | Франция              |
| Премия Европейской киноакадемии 2011 | Александр Деспла                         | The King’s Speech         | Король говорит         | Великобритания       |
| Премия Европейской киноакадемии 2011 | Альберто Иглесиас                        | La piel que habito        | Кожа, в которой я живу | Испания              |
| Премия Европейской киноакадемии 2011 | Михали Виг                               | A torinói ló              | Туринская лошадь       | Венгрия              |
| Премия Европейской киноакадемии 2012 | Альберто Иглесиас                        | Tinker Tailor Soldier Spy | Шпион, выйди вон!      | Испания              |
| Премия Европейской киноакадемии 2012 | Габриэль Яред, Сирилль Офорт             | En kongelig affære        | Королевский роман      | Дания, Швеция, Чехия |
| Премия Европейской киноакадемии 2012 | Джордж Фентон                            | Angel’s Share             | Доля ангелов           | Великобритания       |
| Премия Европейской киноакадемии 2012 | Франсуа Кутюрье                          | Io sono Li                | Шун Ли и поэт          | Франция              |
| Премия Европейской киноакадемии 2013 | Эннио Морриконе                          | La migliore offerta       | Лучшее предложение     | Италия               |
| Премия Европейской киноакадемии 2014 | Мика Леви                                | Under the Skin            | Побудь в моей шкуре    | Великобритания       |
| Премия Европейской киноакадемии 2015 | Рейчел Зеффира, Фэрис Бэдван, Cat’s Eyes | The Duke of Burgundy      | Герцог Бургундии       | Великобритания       |
| Премия Европейской киноакадемии 2016 | Илья Демуцкий                            | Ученик                    | Ученик                 | Россия               |
| Премия Европейской киноакадемии 2017 | Евгений Гальперин                        | Нелюбовь                  | Нелюбовь               | Россия               |